# Ojył
Ojył (kaz.: Ойыл; ros.: Уил, Uił) – rzeka w północno-zachodnim Kazachstanie. Długość – 800 km, powierzchnia zlewni – 31,5 tys. km², maksymalny przepływ – 260 m³/s (w dolnym biegu). Reżim śnieżny.
Ojył wypływa u zachodnich podnóży Mugodżarów i płynie na zachód przez Nizinę Nadkaspijską. Kończy bieg w jeziorze Aktobe nieopodal dolnego biegu Uralu. Największe dopływy – Kyył (prawy), słonogorzki Aszczyojył (lewy). Latem Ojył częściowo wysycha, stając się łańcuchem słonawych jeziorek. Zamarza pod koniec grudnia, rozmarza pod koniec kwietnia. Wody Ojyłu są używane do nawadniania.